# 彩虹路
彩虹路，安徽省合肥市高新区的一条东西向次干道，东起大蜀山森林公园西侧的杨林路，西至宁西铁路外绕线东侧的将军岭路，其中方兴大道西侧称彩虹西路。沿路有合肥六中高新中学、蜀西湖公园、合肥高新区政务服务中心、合肥市永和学校、合肥创新产业园三期等。